# Bäve församling (före 1945)
Bäve församling var en församling i Göteborgs stift. Församlingen som motsvarade Bäve socken uppgick 1945 i Uddevalla församling.

## Administrativ historik
Församlingen hade medeltida ursprung. Denna var till 1945 annexförsamling i pastoratet Uddevalla, Lane-Ryr och Bäve och uppgick 1945 i Uddevalla församling.
En församling med samma namn bildades 1974 genom en utbrytning ur Uddevalla församling men med en annan omfattning än den tidigare församlingen.

## Kyrkor
Som kyrka användes Uddevalla kyrka